# Aliyá de Polonia en 1968
La crisis política polaca de 1968  (en polaco, Marzec 1968, «Marzo de 1968», o wydarzenia marcowe, «acontecimientos de marzo») describe las principales protestas de estudiantes e intelectuales contra los comunistas del gobierno de la República Popular de Polonia, su represión por los servicios de seguridad, y la concurrente campaña "antisionista" emprendida como respuesta a la crisis política por el Gobierno polaco. Las protestas coincidieron con los acontecimientos de la Primavera de Praga en la vecina Checoslovaquia.
La ola de antisemitismo instigado por las autoridades de la República Popular de Polonia como parte de una campaña "antisionista", sirvió como una táctica para desviar la atención pública de la crisis política en el país y provocaron al final la huida masiva de judíos de Polonia. Antes del comienzo de la campaña, la República Popular tenía 40 000 judíos, después de unos años, quedaban menos de 5000. El episodio fue especialmente traumático para quienes se vieron obligados a abandonarlo todo en desmedro a los polacos.

## Antecedentes

### Protesta de Europa en 1968
Una creciente ola de protestas y la disidencia en Checoslovaquia marcó el punto culminante de una serie más amplia de movilización social de los disidentes. Las protestas de los trabajadores parecían recordar las protestas de Poznań de 1956. Numerosos eventos de protesta y rebelión, especialmente entre los estudiantes, explotaron en todo el continente en 1968.
Una creciente crisis en el Partido Obrero Unificado Polaco que ejerce el control sobre las universidades y la persecución de la comunidad literaria y los intelectuales en general marcaron la década de 1960. Entre los perseguidos por su activismo político en el campus se destacan Jacek Kuron y Adam Michnik.

### Protestas de estudiantes e intelectuales
En enero, el gobierno comunista prohibió la representación de una obra de Adam Mickiewicz, (Dziady, escrita en 1824), dirigida por Kazimierz Dejmek en el Teatro de Polonia en Varsovia, con el argumento de que contenía referencias de rusofobia y antisocialismo. La obra había sido representada 14 veces, la última vez el 30 de enero. Dejmek fue expulsado del Partido Obrero Unificado Polaco y más tarde despedido del Teatro Nacional de Varsovia . La Unión de Escritores condenó la prohibición de 2 de marzo, seguida por la Unión de Actores. Una multitud de unos 1500 estudiantes que protestaron en la Universidad de Varsovia el 8 de marzo fueron recibidos con un ataque de la policía antidisturbios. Después de cuatro días, las protestas se extendieron a Cracovia, Lublin, Gliwice, Breslavia, Gdansk, Poznany Lodz. Bandas de "escuadrones de trabajadores del Partido Comunista" atacaron a los estudiantes, seguidos por la policía en Varsovia y Lublin. Una huelga masiva de estudiantes tuvo lugar en Wroclaw el 14-15 y 16 de marzo, en Cracovia el día 3 y desde el 14 al 20 en Opole. La convocatoria de una huelga general fue emitida desde Varsovia el 13 de marzo. Un discurso de línea dura emitido por Wladyslaw Gomulka el 19 de marzo cortaba toda posibilidad de negociación. Más protestas estudiantiles, huelgas y ocupaciones se realizaron con la represión en masa de miles de participantes. La coordinación nacional de los estudiantes se intentó a través de una reunión el 25 de marzo en Wroclaw (Breslavia), la mayoría de sus asistentes fueron encarcelados a finales de abril. Al menos 2.725 personas fueron detenidas por su participación. De acuerdo con informes internos del gobierno, la represión fue en general eficaz, aunque los estudiantes fueron capaces de interrumpir las ceremonias del Día Internacional de los Trabajadores en Breslavia.

## Purgas antisemitas
En 1965, el Politburó soviético había decidido promover a judíos a cargos directivos en el Partido Obrero Unificado Polaco y otros trabajos de alto ejecutivo en 1970. El gobierno de Polonia hizo lo mismo al ser Tadeusz Walichnowski, un experto en antisionismo, la cabeza de las minorías en la rama del gobierno, y moviendo a ese departamento de servicios sociales a la contrainteligencia. En palabras del erudito polaco Wlodzimierz Rozenbaum:

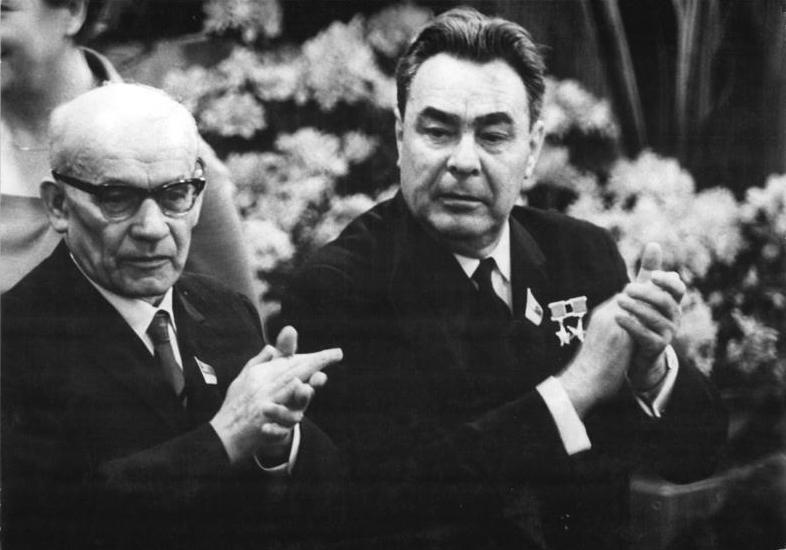
Władysław Gomułka con Leonid Brézhnev en Berlín el 17 de abril de 1967

La Guerra de los Seis Días en el Medio Oriente comenzó en el momento adecuado en vista de la evolución nacional en la Polonia comunista. Proporcionó a Władysław Gomułka una oportunidad "para matar varios pájaros de un tiro" que podía utilizar una política antisionista, "La política para socavar el atractivo del ala liberal del POUP, podía adelantar la cuestión judía para debilitar el apoyo a la facción nacionalista y hacer a su propia posición aún más fuerte, podía a través de esta política de participar en un esfuerzo más grande por el Pacto de Varsovia, y así la cuestión judía podría ser resuelta de una vez por todas.
Frente a un movimiento de oposición soterrado, el gobierno ordenó una campaña de propaganda antiisraelí y antisionista, y el 19 de junio de 1967, el primer ministro pronunció un discurso llamando a los judíos una "quinta columna", lo que sugiere que deben ser trasladados a Israel. El Partido Obrero Unificado Polaco inició un proceso de depuración de elementos "sionistas", fundamentalmente dirigido contra la oposición liberal. Muchos polacos (independientemente de la fe real) fueron acusados de ser sionistas y expulsados del partido.
Con el fin de agitar a la atención del público en general fuera del movimiento estudiantil y hacer un llamamiento para la reforma social, que tenía un fondo liberal y se centra en la libertad de expresión para los intelectuales y artistas, al partido comunista se le ocurrió que esta idea tenía procedencia nazi. Un líder de una facción estalinista de línea dura dentro del Partido Obrero Unificado Polaco, Mieczysław Moczar, culpó de las protestas de los estudiantes a los "sionistas" y se utilizó este asunto como pretexto para lanzar una campaña antisemita más grande (aunque la expresión "antisionista" fue utilizada oficialmente). De hecho, a pesar de la participación de una mezcla de estudiantes judíos polacos, activistas y cristianos en las protestas, la relación de la protesta para el sionismo fue mezclada o incluso resultó muy negativa. La convocatoria de huelga nacional de Varsovia se opuso tanto el antisemitismo y el sionismo. Una pancarta colgada en una escuela secundaria Rzeszow el 27 de abril decía: "Saludamos a nuestros camaradas sionistas."
Dariusz Stola del Instituto de Estudios Políticos de la Academia Polaca de Ciencias, llamó a los acontecimientos que siguieron en 1967 y 1968 como "una campaña antisemita de odio masivo", claramente destinada a los judíos polacos, a pesar del uso de la palabra sionistas:
El término "campaña antisionista" es engañosa de dos maneras, desde la campaña que comenzó como un movimiento antiisraelí, pero la política se convirtió rápidamente en una campaña antijudía, y este evidente carácter antijudío sigue siendo su rasgo distintivo. En primer lugar, las palabras el sionismo y el sionismo, eran un sustituto y-nombre en clave de "judío" y "judío". En segundo lugar, "sionista" significaba judío aun cuando la persona llamada sionista no fuera judío.
El Ministerio del Interior elaboró un fichero de todos los ciudadanos polacos de origen judío, incluso aquellos que habían quedado al margen de la vida judía organizada de las generaciones. Judíos fueron retirados de puestos de trabajo en el servicio público, incluso de los puestos docentes en las escuelas y universidades. Se les presionó para que abandonaran el país por las acciones burocráticas dirigidas a socavar sus fuentes de sustento e incluso a veces por la brutalidad física.
El gobierno comunista, enfrenta el sentimiento antisoviético masivo que se da en el pueblo polaco, utiliza la propaganda de odio contra los judíos para dividir a la nación. La campaña hace equiparar las simpatías judías sionistas con la deslealtad a Polonia. Las organizaciones judías fueron cerradas, el yiddish fue prohibido y lemas antisemitas fueron utilizados en los mítines.
En 1968, la mayoría de los "culturalmente judíos" en Polonia ya habían emigrado. Los en torno a 40.000 que se quedaron fueron bien asimilados en la sociedad polaca. Sin embargo, se convirtieron en el centro de una campaña organizada para equiparar orígenes judíos con simpatías sionistas y por lo tanto la deslealtad a Polonia. Aproximadamente 20 000 judíos perdieron su trabajo y tuvieron que emigrar. La campaña, a pesar de ser aparentemente dirigida contra los judíos que habían desempeñado el cargo durante la era de Stalin y sus familias, afectó a la mayoría de los restantes judíos polacos, independientemente de su procedencia.

## Consecuencias

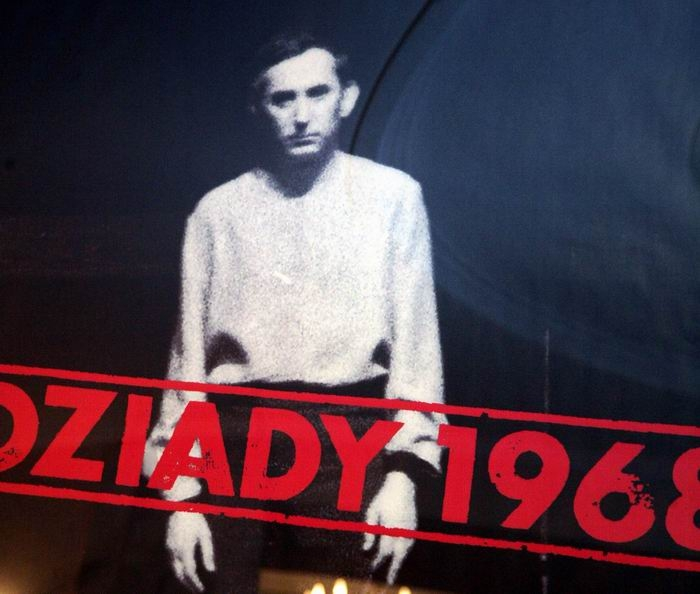
El evento teatral de Dziady y su cancelación desencadenaron protestas estudiantiles y una respuesta violenta de las autoridades.

Una de las reacciones del gobierno comunista de Polonia ante las protestas fue un mayor apoyo a las manifestaciones de los sentimientos nacionales de Polonia. Otra consecuencia fue la alienación del régimen de la intelectualidad de izquierda quienes estaban muy disgustados con la promoción oficial del antisemitismo. Muchos intelectuales polacos se opusieron a la campaña, muchos abiertamente.
En el interior de Polonia, la alienación de los intelectuales de izquierda había una larga vida futura, y, finalmente, contribuyó a la caída de la dictadura PZPR. Kuroń Jacek, dos veces miembro del POUP y encarcelado por su papel en los acontecimientos, en particular, se convirtió en un asesor altamente eficaz del movimiento obrero independiente en Polonia. De manera más general de los acontecimientos - precedida por las de 1956 y seguido por 1970, 1976 y 1980, demostró que Polonia, con sus tradiciones nacionalistas fuertes y una sociedad civil, especialmente de la Iglesia, que nunca había sido totalmente reprimida, fue el elemento más débil del Bloque del Este.
La campaña antisemita dañó la reputación de Polonia en el extranjero, particularmente en los Estados Unidos. A pesar de la condena mundial de los acontecimientos de 1968, durante muchos años el gobierno comunista no admitió la naturaleza antisemita de la campaña antisionista, aunque algunos periódicos se les permitirá publicar artículos críticos. Por último, en 1988, el gobierno comunista polaco reconoció oficialmente que los hechos eran antisemitas, aunque evitó tomar plena responsabilidad, que califica de "errores políticos". Después de la caída del gobierno comunista, el Sejm emitió una condena oficial de antisemitismo de los eventos de marzo de 1968 en 1998. En 2000, el presidente Aleksander Kwasniewski hizo su disculpa propia para el evento frente a un grupo de estudiantes judíos ", como el presidente de Polonia y como un polaco".